# إنريكو ديل روزاريو
إنريكو ديل روزاريو (بالإنجليزية: Enrico del Rosario)‏ هو لاعب كرة قدم أمريكي في مركزي الدفاع والوسط، ولد في 21 مارس 1997 في سايبان في الولايات المتحدة. شارك مع منتخب جزر ماريانا الشمالية تحت 18 سنة لكرة القدم ومنتخب جزر ماريانا الشمالية لكرة القدم. أما مع النوادي، فقد لعب مع Northern Kentucky Norse men's soccer ‏.

## وصلات خارجية
- إنريكو ديل روزاريو على موقع قاعدة بيانات كرة القدم.إي يو (الإنجليزية)
- إنريكو ديل روزاريو على موقع ناشيونال فوتبول تيمز (الإنجليزية)
- إنريكو ديل روزاريو على موقع Soccerway.com (الإنجليزية)